# Chi Gõ đỏ
Chi Gõ đỏ, tên khoa học Afzelia, là một chi thực vật có hoa trong họ Đậu.

## Hình ảnh

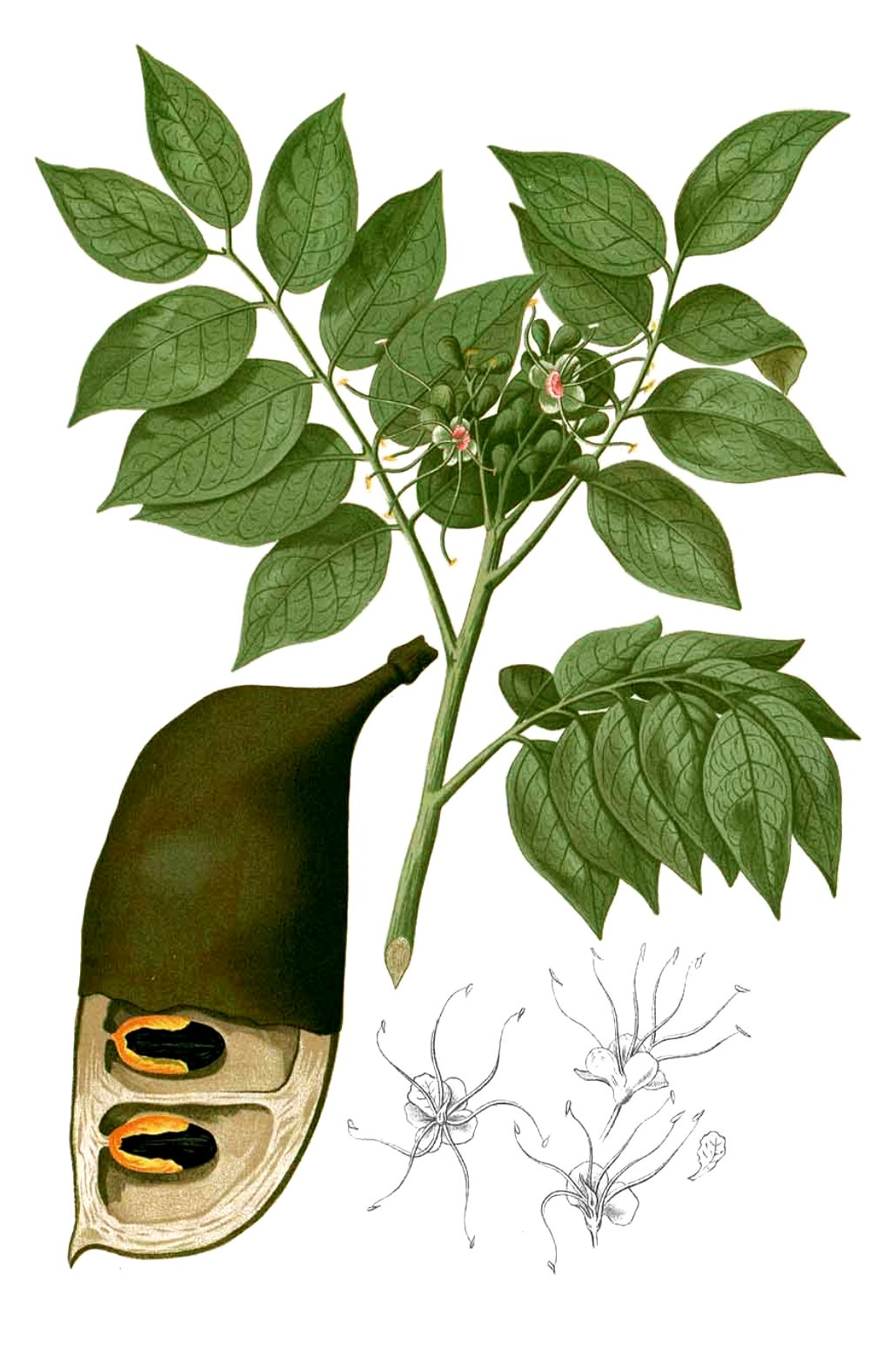
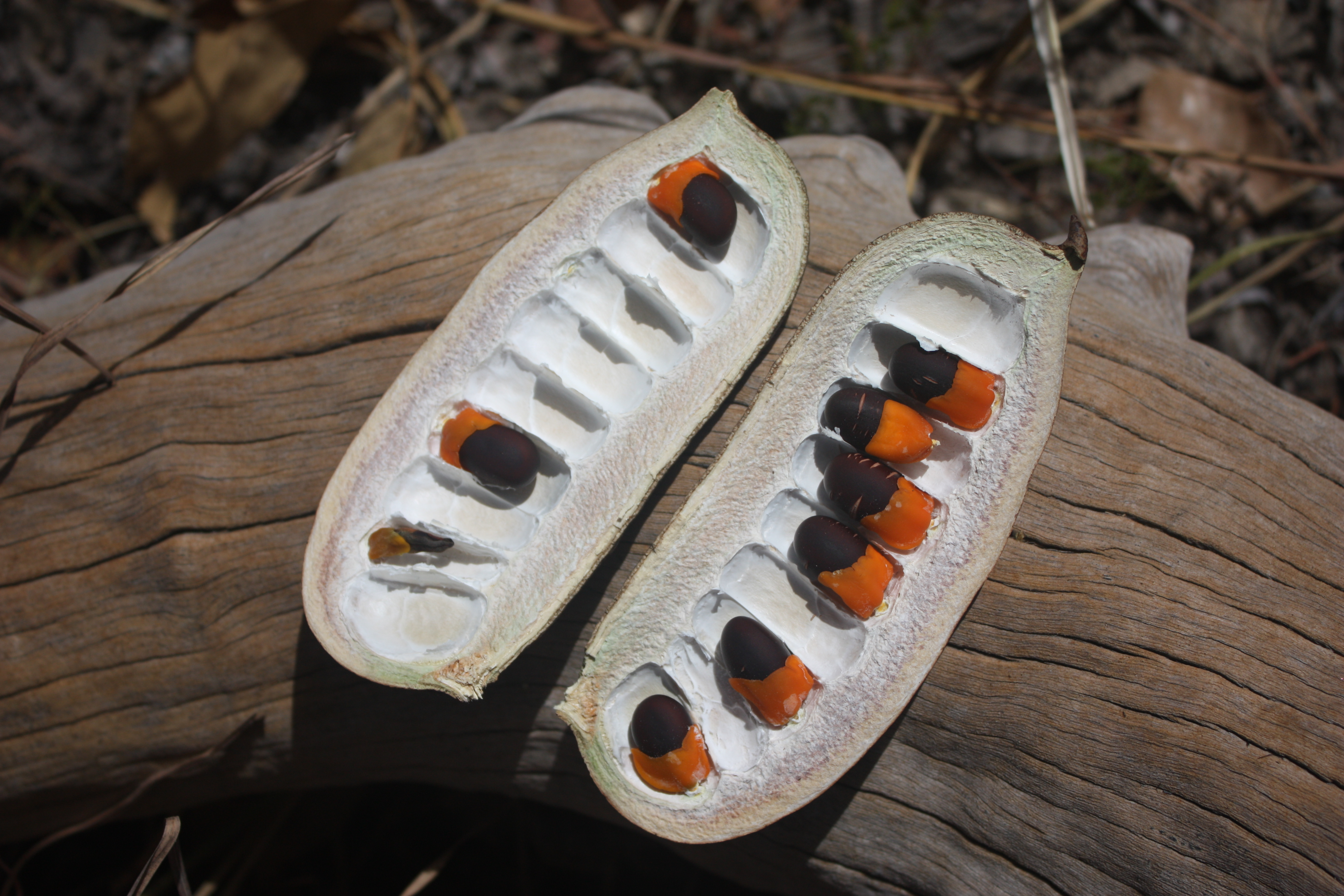
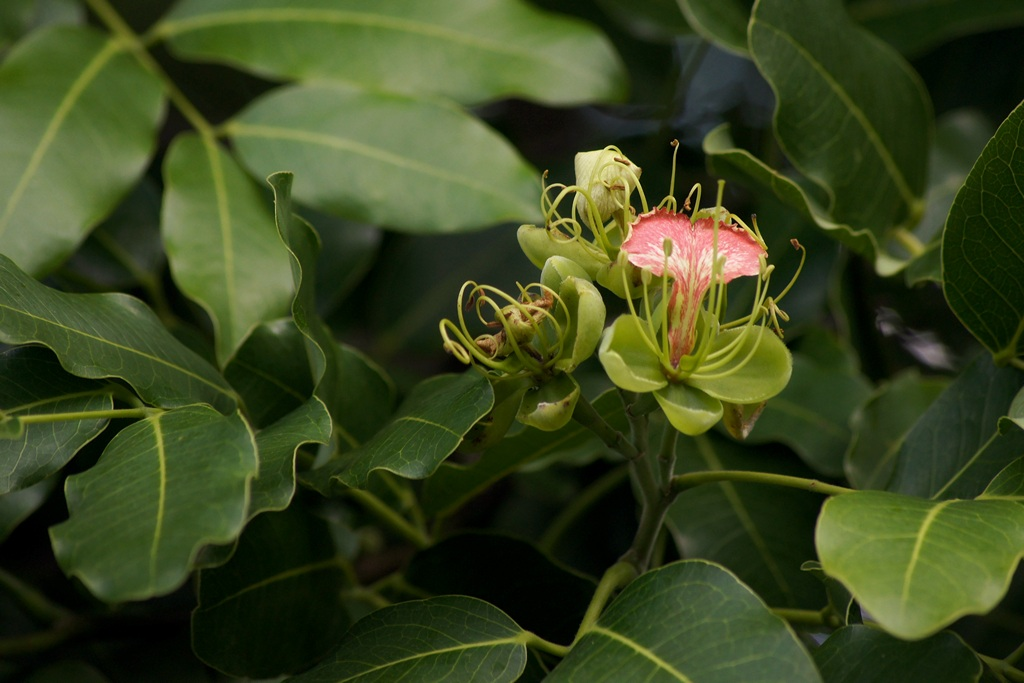